# Saint-Laurent-d'Olt
 Saint-Laurent-d'Olt  là một xã ở tỉnh Aveyron, thuộc vùng Occitanie ở miền nam nước Pháp.